# Малый барабан

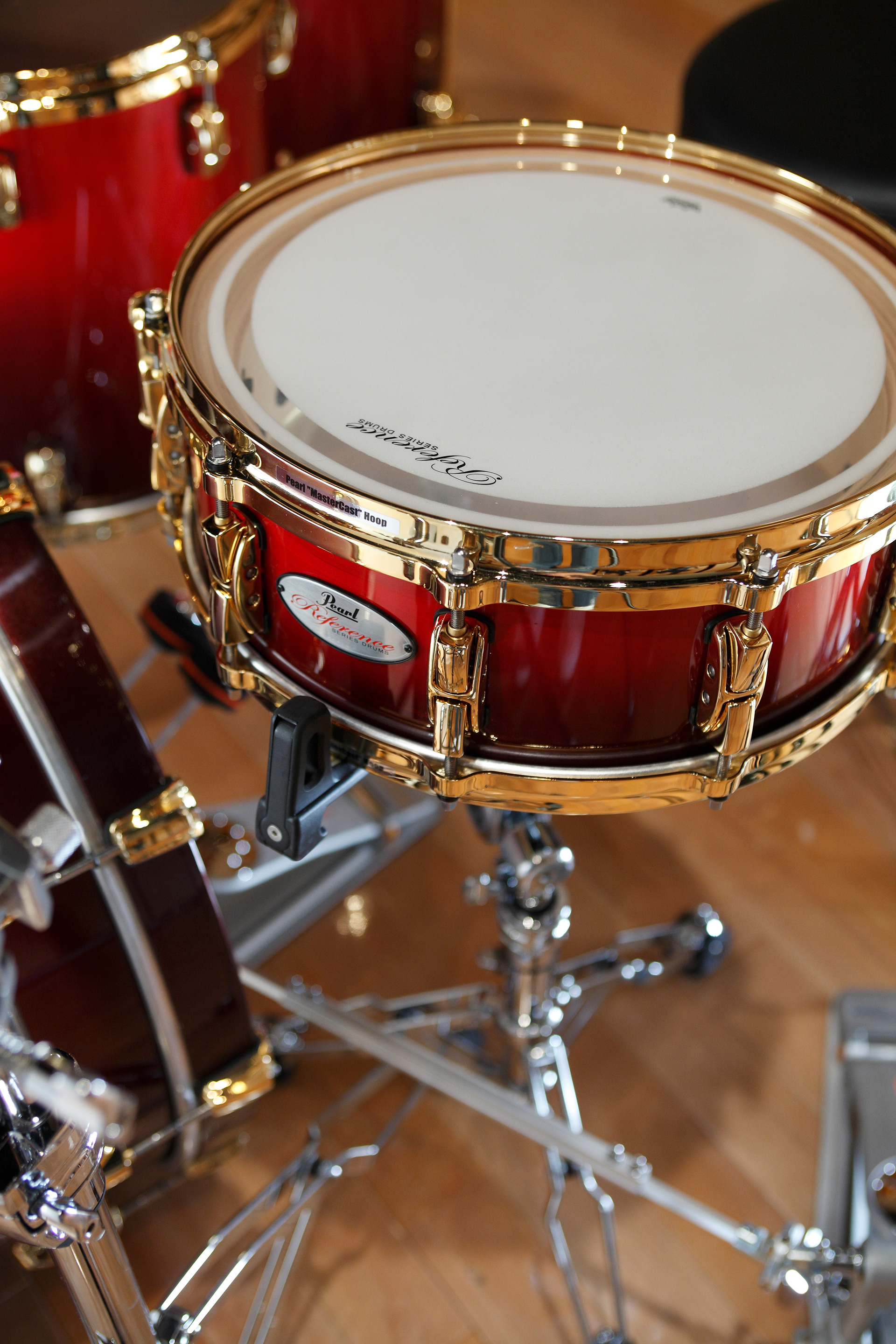
Малый барабан в составе ударной установки

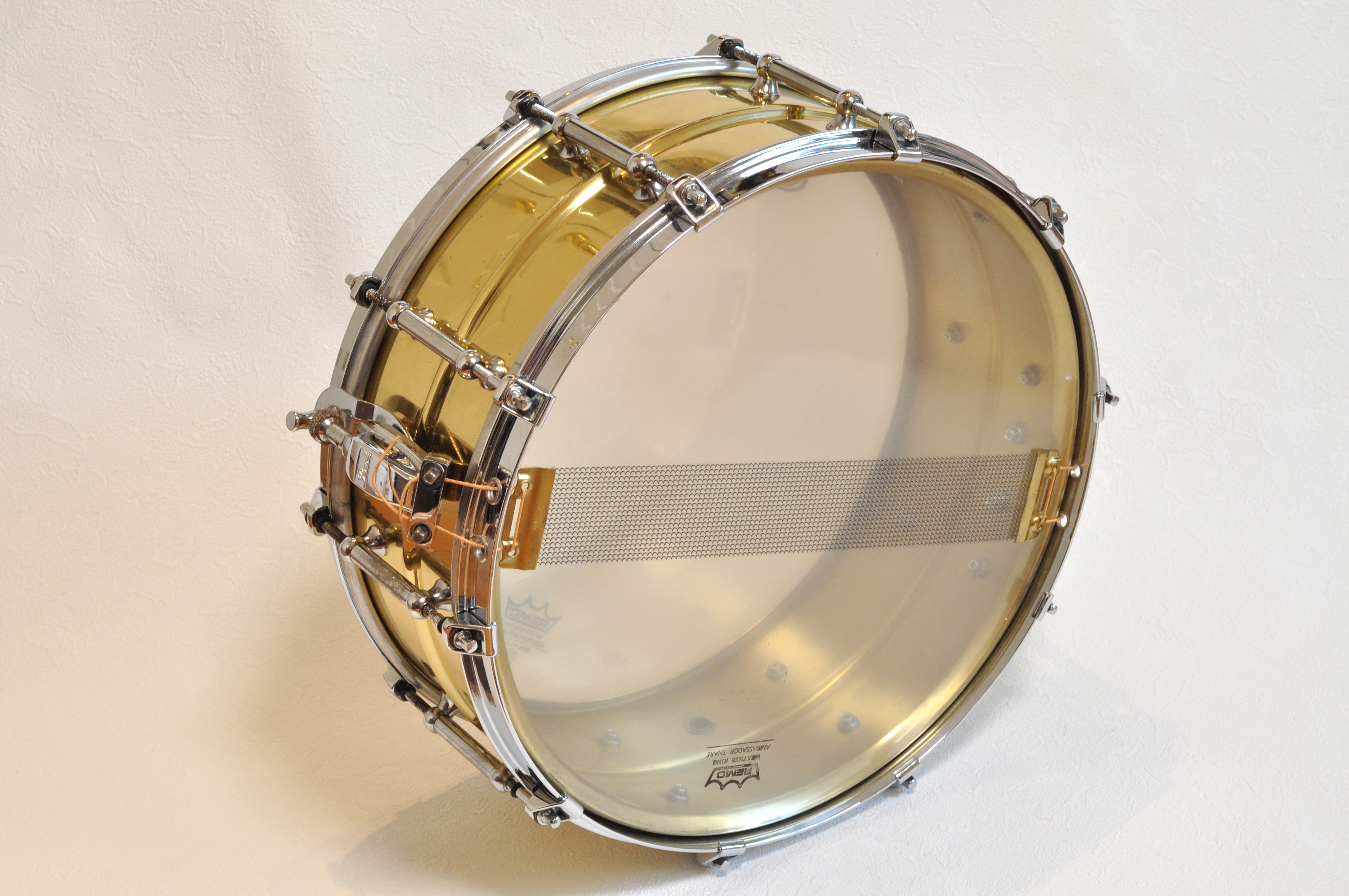
Подструнник

Ма́лый бараба́н (также маленький или военный барабан, рабочий барабан, итал. tamburo или tamburo militare, фр. caisse claire, нем. kleine Trommel, англ. snare drum) — ударный музыкальный инструмент, принадлежащий к мембранофонам с неопределённой высотой звучания. 
В России барабан известен уже в царствование Иоанна Грозного; наибольшее распространение получил с эпохи Петра I. Один из основных ударных инструментов духового и симфонического оркестров, а также джаза и других жанров, где входит в состав ударной установки (часто в нескольких экземплярах разных размеров).

## Описание
Представляет собой металлический, пластиковый или деревянный цилиндр, затянутый с обеих сторон кожами (в современном виде вместо кожи — мембрана из полимерных соединений в просторечии называемая «пластик»), с внешней стороны одной из которых натянуты струны или металлические пружины, придающие звучанию инструмента дребезжащий оттенок. На современных инструментах эти струны можно с помощью специального рычага отдалить от мембраны, таким образом, убирая характерное дребезжащее звучание инструмента.
Играют (бьют бой) на малом барабане двумя деревянными палочками, их масса зависит от акустики помещения (улицы) и стиля исполняемого музыкального произведения (тяжёлые палки производят более сильный звук). Во время исполнения барабан располагается на специальном штативе (стойке) или ремне через плечо (на марше). Основой техники игры (боя) на малом барабане является дробь — тремоло большой стремительности, сливающееся практически в сплошной рокот. Дробь можно исполнять от едва слышного шуршания в пианиссимо до фортиссимо. Также на малом барабане хорошо получаются сложные ритмические формулы (рудименты) и отдельные удары.
Для приглушения звучания малого барабана используется кусок обыкновенной ткани, который кладётся на мембрану, или специальные принадлежности, которые кладутся, приклеиваются или прикручиваются.
При исполнении медленных композиций в джазе помимо палочек используется иногда пара специальных щёток, которыми музыкант совершает круговые движения, создавая лёгкое «шуршание», служащее звуковым фоном для солирующего инструмента или голоса.

## Применение
Малый барабан вошёл в состав оперного и симфонического оркестров в конце XVIII ― начале XIX века, хотя эпизодические появления в партитурах близких по конструкции инструментов можно встретить и ранее: так, в 1706 году Марен Маре предписал использование в опере «Альциона» провансальского тамбурина ― инструмента, схожего с малым барабаном по строению. Гендель применил малый барабан в «Музыке к королевскому фейерверку» в 1749, а Глюк ― в опере «Ифигения в Тавриде» (1779). Бетховен в увертюре «Победа Веллингтона, или Битва при Виттории», написанной в 1813 году, ввёл в партитуру барабаны с различной высотой звучания для изображения английской и французской армий. Широко использовал малый барабан в своих сочинениях Джоаккино Россини, в том числе в знаменитом вступительном соло из увертюры к опере «Сорока-воровка». За это необычное по тем временам использование малого барабана композитор получил прозвище «Тамбуроссини» (от tamburo ― «малый барабан»).
Реформатор симфонической партитуры Гектор Берлиоз в своём трактате «Искусство инструментовки» утверждал, что несколько малых барабанов, звучащих в унисон, предпочительнее, чем один. Этому принципу он следовал и в своих сочинениях: например, в Траурном марше к финальной сцене «Гамлета» Берлиоз использовал шесть малых барабанов с приглушённым звучанием.
В XIX веке малый барабан нередко использовался в военных сценах оперных спектаклей, таких как «Риенци» Вагнера (1836), «Гугеноты» Мейербера (1840). Важную роль малый барабан играет в сочинениях Римского-Корсакова, Элгара, Равеля, Нильсена, Шостаковича, Бриттена, Сешнса. В «Болеро» Равеля малый барабан в непрерывно нарастающей динамике звучит на протяжении всего сочинения, 169 раз повторяя двухтактовую ритмическую фигуру. Дмитрий Шостакович впоследствии применил тот же приём при написании Седьмой симфонии («эпизод нашествия» ― средний раздел первой части). Карл Нильсен в Пятой симфонии поручил малому барабану объёмный эпизод, в течение которого исполнитель должен «импровизировать, изо всех сил пытаясь остановить оркестр». В Концерте для кларнета с оркестром того же автора малый барабан ― единственный ударный инструмент, включённый в партитуру, что с учётом его ответственной партии и компактного состава оркестра, выводит его практически на уровень второго солиста наряду с кларнетом.
С развитием композиторской техники в XX веке малый барабан постепенно перестал трактоваться как инструмент исключительно ритмический: композиторы начали использовать его для особых тембровых эффектов, для чего предписывалось использование палочек из разных материалов или «джазовых» щёточек, удары по разным местам мембраны или по обручу и др. Одним из первых авторов, открывших новые тембровые возможности малого барабана, стал Бела Барток: этот инструмент широко используется в его Первом фортепианном концерте (1926), Сонате для двух фортепиано и ударных (1937) и других сочинениях.
В партитуре симфонического оркестра партия малого барабана пишется на нитке (горизонтальной линии, на которой указывается только ритм) под партией бубна, над партией тарелок.